# Злочини партизана у Србији
Партизански покрет у Србији је периодично јачао и слабио, па су и злочини које су партизани починили били најмасовнији у периодима када је овај покрет био најснажнији. Мада је било злочина и пре 1944 године, период када су злочини били најинтензивнији је последња година као и период непосредно по окончању рата. Према извештају Државне комисије за тајне гробнице, од 12. септембра 1944. на територији Србије идентификовано је страдалих између 58 и 60 хиљада држављана Краљевине Југославије, од који су око половина припадници немачке народности (фолксдојчери). Више од 50% страдалих Фолксдојчера били жене, деца и старци. Према подацима из 2014. највећи број страдалих (око 70% или око 38.000) је забележен на територији Војводине (са Земуном), претежно немачке и мађарске народности. На подручју централне Србије без Косова је забележено око 15.000 страдалих (27%), углавном српске народности, док је на територији Косова и Метохије забележено око 1.800 страдалих, углавном албанске народности.
Као што је наглашено, злочина је било и пре 1944. године. Први масовни злочин над цивилним становништвом у Србији забележен је управо од стране партизанских јединица већ 31. јула 1941, у Ваљевском округу, у селу Гуњаци код Пецке, општина Осечина (М Радановић, Kазна и злочин, Београд 2016, стр. 70). Поред масовних злочина у ваљевском крају су током лета и јесени 1941. године забележена су и бројна појединачна зверства (K. Николић, Н. Девић, В. Kривошејев, Ваљево под окупацијом у Другом светском рату, Ваљево 2021, 86-92)
Често се бројка од 59.000 имена пописаних у регистру Државне комисије за тајне гробнице од 12. септембра 1944. поистовећује са жртвама партизанских чистки у Србији по ослобођењу. Међутим, ова бројка обухвата и људе који су рођени на територији данашње Србије, а страдали ван ње, затим људе који нису имали пребивалиште на територији данашње Србије, а страдали су у њој, као и људе који нису нису имали пребивалиште у њој, нити су у њој страдали или за њихово страдање нису били одговорни партизани.

## Позадина
Партизанске јединице које су са Црвеном армијом почеле ослобађање Србије 1944. године, биле су састављане од бораца који су махом регрутовани ван ње. Борци који су чинили ове јединице су били претежно младићи из српских крајева где је партизански покрет био најјачи и који су листом тешко пострадали током рата. Осим ових крајева добар део бораца долазио је из крајева где је сукоб између четника и партизана био веома крвав (Црна Гора, Херцеговина, Далмација) и где су обе стране чиниле страшне злочине. Такође је значајан део борбеног састава долазио из несрпских средина (Хрвати, Бошњаци и др) које свакако, врло често са добрим разлогом, о ЈВуО није могло да има добро мишљење, а Србију су доживљавали као четничко упориште. Озлојеђеност и пропаганда у великој мери су били заслужни за злочине који су по ослобођењу чињени. Често се ови злочини које су партизани вршили правдају чињеницом да су четници непрекидно позивани на предају и истина јесте да се део четника и хрватских домобрана који се предао, укључиван у јединице НОВЈ.
Четници су, након договора Савезничких сила на Техеранској конференцији непрекидно позивани на предају, делом третирани као заведени, амнестирани, укључивани у јединице НОВЈ, које су крајем рата биле засићене бившим четницима и домобранима. Јосип Броз Тито је 17. августа 1944. прогласио општу амнестију четника и хрватских домобрана под условом да нису починили злочине и позвао да приђу партизанима до 15. септембра 1944. Од амнестије су били изузети љотићевци и усташе. Ова амнестија, као и спорни позив краља Петра II од 12. септембра 1944. да се све оружане формације ставе под команду Јосипа Броза је довела до великог осипања у редовима ЈВуО и Хрватског домобранства. Према Брозовом наређењу четници и домобрани који би и након 15. септембра 1944. прешли на страну партизана били би распоређивани у партизанске јединице. Амнестија је још једном поновљена 21. новембра 1944., и поново усвајањем Закона о амнестији и давању помиловања од 6. јула 1945. Између 10 и 15 хиљада четника је амнестирано на тај начин, што је представљало око трећине четника у Србији у том тренутку.
Чињенице о позивима на предају и амнестија, ипак не могу бити оправдање за масовне вансудске егзекуције које су уследиле, тим пре што су многе од тих "амнестија" према сведочењу академика Дејана Медаковића биле у ствари клопке за оне који су били наивни да у њих поверују. Најпре су званично преко радија и штампе позивани сви неокаљани чувари јавног реда и мира да се врате на посао. Верујући у добре намере нових власти јавило се више стотина жандарма, писара, дактилографа и других. Сви су сабрани, у велику касарну гарде на Дедињу, без суђења и селекције, поскидани и стрељани.
Могуће је да је део оних који су ликвидирани своју судбину и заслужио, али је сасвим сигурно да већина од 60000 људи чак и ако је била нешто крива није смела да буде на овакав начин убијена. О начину размишљања оних који су доносили одлуке о животима говори и извештај ОЗНЕ из јануара 1945:
„Без много скрупула треба ликвидирати све оне за које знамо да су нам непријатељи и да ће сутра бити против нас“

## Злочини
Скоро свако село у Србији има неко стратиште у коме су закопани углавном цивили, жртве комунистичког режима, убијене без суђења. Према документима до којих је дошла Комисија стрељања су била планска, по директивама и одлукама тадашњег војног и партијског врха уз постојање детаљних спискова политичких и класних непријатеља које треба ликвидирати. Многи од тих спискова стрељаних су и пронађени. Разлози због којих су партизанске јединице, како је Комисија утврдила, без суђења стрељале људе и бацале тела у необележене гробнице углавном су били идеолошки. Поред тога, како показује историјска грађа, жртве су биле и они за чију су се имовину интересовали тадашњи војни и комунистички челници, чак и они који су носили иста имена као “народни непријатељи”, па су убијени због замене идентитета. Тако је, на пример, настрадао Радислав Радић рођен 1921. у селу Доња Мутница, који се звао исто као председник локалног равногорског одбора. Касније су припадници Озне утврдили да су Радића стрељали грешком, само су дописали у списак убијених, до кога је дошла Комисија: “И он је био непријатељ данашњице”, што је била формулација за све особе стрељане због замене идентитета.
Међу жртвама су, како се види у откривеним списковима, била и деца уз чија је имена уписивано да су били припадници покрета неистомишљеника, као на пример “Д.М.”, што је значило да су припадници, симпатизери, или најчешће само чланови шире породице припадника Југословенске краљевске војске у отаџбини. Међу стрељанима је било и много жена уз чија је имена најчешће уписивано “шпијунка”, “јатак” и “проститутка”. Докази да су некада мотиви за убијање били безочно користољубље налазе се у списковима жртава, поред чијих је имена тачно наведена и њихова имовина, која је касније, како су утврдили законски наследници жртава прешла у руке тадашњих партијских моћника.
Пронађене су и “Књиге стрељаних”, које је под тим именом Озна водила, а у којима су имена људи из појединих тадашњих округа Србије убијених без да је против њих поведен било какав судски поступак.
Чланови Комисије су архиву Војно безбедносне агенције, међу Озниним документима, нашли и извештаје партизанске 47 дивизије стациониране у Ћуприји од 15. новембра 1944. У том извештају се наводи:
“Да би испунили задатке постављене од нашег народа и наше Партије, морамо својски прионути на рад и постати мајстори свога посла. Један од најглавнијих задатака уопште, данас је уништење домаће реакције – издајника – њихово истребљење из самог корена и давање власти народу. Да би успели у овоме, морамо пре свега подићи и учврстити организацију – Озну… Приметио сам и достављено ми је да се стрељање не врши како треба, односно, да се не врше конспиративно”.
Сачуван је и извештај из јула 1945. хрватске бригаде KНОЈ, који је прослеђен Озни, а који су објавили хрватски историчари, у којем се наводи: “…Имаде примера да се прелази и у другу крајност. Највећма су то борци из Петрињског батаљона Прве бригаде, садистички злостављају бандите које одводе на стрељање. То им је прешло у страст тако да више нису у питању сами бандити и можебитне политички неугодне посљедице, него је у питању морална егзистенција дотичних бораца и руководиоца”.
„Угледни грађани Власотинца, који нису припадали ни једној зараћеној страни потписали су апел да се прекине братоубилачки рат и одмазда и упутила га команди НОБ. Kада су партизани ушли у град, стрељали су све потписнике апела”, говори историчар др Срђан Цветковић, секретар Комисије.
Не треба имати илузије да су злочини чињени стихијски и по инерцији, мада је и тога сигурно било. Влада републике Србије донела је 2009. одлуку о оснивању Државне комисије за проналажење и обележавање свих тајних гробница у којима се налазе посмртни остаци стрељаних после ослобођења 1944. Подаци о жртвама највећим делом су преузети из Архива Србије, Архива Југославије, Војног архива, Историјског архива града Београда и Архива Војводине као и из архива локалних самоуправа. Др. Срђан Цветковић, секретар комисије сматра да недостаје значајан део докумената и да грађа која је уступљена представља око 70% од укупне грађе. За истраживање су најзначајније Књиге стрељаних народних непријатеља и Књиге антинародних елемената, које су прецизно вођене, а садржале су: име и презиме, име оца, занимање, по чијој наредби је извршено хапшење, датум хапшења, датум стрељања и орган који је изрекао казну, (најчешће ОЗНА).
Још пре нашег уласка у Београд ми смо установили критеријуме по којима ће следбеници Недића и Љотића бити убијани на лицу места. Ово је већ било објављено иако се већина следбеника Недића и Љотића повлачила са Немцима. Засигурно међу убијенима је било и оних које би и најгори и најнеправеднији суд поштедео. - Милован Ђилас.
Процедура по којој је рађено била је углавном слична. По ослобођењу су постојећи затворски капацитети коришћени за притварање оптужених. Пошто су хапшења била интензивна па постојећи капацитети често нису били довољни коришћене су за притвор и саслушање и друге установе привремено приведене овој намени. Хапшења су вршена по пријавама, али и унапред припремљеним списковима. Лица су у истражном затвору често подвргавана најразличитијим облицима тортуре и мучењима (чупање ноктију, вешање за полни орган, сакаћења, пребијања итд.). После краћих саслушања одлучивано се за даљи поступак према притворенима. Суђења су по правилу у првим месецима била тајна и фиктивна. Значајан део је без суђења одвођен на стратишта и стрељан, а постојала су наређења да све треба да се одвија у тајности, као и та да места на којим су извршене егзекуције морају остати тајна, а тамо где се сазна за њих не сме да се дозволи окупљање, премештање лешева, или било какво обележје у знак сећања на жртве. Мада су неке егзекуције обнародоване у средствима јавног информисања, добар део је држан у тајности, а родбина није често могла да добије ни информације да ли је ухапшени уопште жив.
Да се само за сумњу остајало без главе и да су се овакви злочини прикривали говори и следећи цитат:
„Уколико у току чишћења наиђете на случајеве да поједине породице одржавају везу са четницима у шуми,онога на кога се сумња да одржава везу – стрељајте најконспиративније, а породици забранити кретање из села и обавестите је да је стрељани упућен у логор“
Мајор ОЗНА Милан Трешњић сведочио је да је у кварту којим је он командовао убијено 800 цивила, a Београд је имао 16 квартова. Када су откривена документа ОЗНА у Загребу, испоставило се да су комунисти више људи убили у једном београдском кварту него у целој хрватској престоници.
„Ваш рад у Загребу је незадовољавајући. За 10 дана у ослобођеном Загребу стрељано је само 200 бандита. Изненађује нас ова неодлучност у чишћењу Загреба од зликоваца. Радите супротно од наших наређења, јер смо рекли да радите брзо и енергично и да све свршите у првим данима.”
Егзекуције су углавном извршене по унапред добро припремљеном плану. Након обично кратког боравка у истражном затвору, затвореници су, по правилу, без суђења, везани телефонском жицом и обично само у доњем вешу, одвођени у групама 15 до 30. Најчешће и током ноћи до јутра стрељани су на локацијама на ободима градова, у кругу самих касарни, обалама река и другим местима. Постоје, нажалост, и многи примери стрељања малолетних лица ученика, као Живе Ковановића из Крагујевца, а својеврстан куриозитет је стрељање неколико лица албанске народности рођених 1933. па чак и 1935. године. Било је много неправилности у раду ОЗН-е приликом спровођења процеса ликвидације, па је почетком фебруара стигла наредба с врха да се уведе више реда и одговорности и да се осумњичени препусте више судским органима. Тек крајем 1944. и почетком 1945. стижу први сигнали од највиших званичника ОЗН-е да овакву праксу треба напустити и прећи на институционализованији облик репресије према народним непријатељима. Александар Ранковић, а затим и Слободан Пенезић Крцун 25. децембра 1944. позивају да треба престати са праксом убијања противника без суђења. Исповести жртава у Србији су подударне у ставу да су бесомучна стрељања престала у другој половини фебруара 1945, од када се све више ишло на судске процесе пред војним судовима.

## Бројеви и статистике
Број страдалих се често из политичких разлога значајно преувеличава или умањује. На основу вишегодишњих архивских истраживања и рада комисије, узимајући у обзир да су многа лица из објективних разлога за сада испуштена из пописа Државне комисије број страдалих различитог вида „чишћења“ по ослобођењу Србије током 1944-1945. не би могао бити много мањи од 70.000. Од тога директно стрељањем око 35.000, мање од 3.000 осудама на смрт и преко 35.000 логорисањем и на друге начине. Милован Ђилас у књизи Револуционарни рат, процењује да се број ликвидираних креће око двадесет-тридесет хиљада (под ликвидиране вероватно не подразумева оне који су помрли у логорима), а Владимир Жерјавић процењује ратне жртве непартизанских снага у Србији на 69 хиљада, што потврђује да је вероватан број страдалих које је комисија проценила коректан.
Комисија је, на основу пријава грађана и исказа сведока евидентирала више од 200 масовних гробница широм Србије, а до сада су испитане и снимљене само 23 локације. Од више десетина хиљада жртава, до сада је пописано 25.000 стрељаних људи.
За потребе извршавање егзекуција формиране су посебне јединице које су чинили непосредни извршиоци ликвидација у формацијама Озне. KНОЈ је био позадинска јединица формирана 15. августа 1944. такође за обрачуне са „народним непријатељима”.
Обзиром да је Јосип Броз, у време злочина истовремено био председник државе, шеф министарства одбране, председник владе, врховни командант и председник Комунистичке партије Југославије, јасно је да је управо он главни наредбодавац. До тог закључка су, осим чланова српске Комисије, још раније дошли и припадници сличних комисија у Словенији и Хрватској.
У књизи “Нови прилози за биографију друга Тита” издатој 1983. године, његов блиски сарадник Владимир Дедијер, некадашњи члан ЦК Савеза комуниста наводи да су масовна стрељања потрајала све док Броз у јесен 1945. на једном састанку Централног комитета није рекао: „Доста више са тим стрељањима, смртна казна више нема никаквог ефекта!”
Наређења за стрељање у свим републикама и покрајинама ишла су преко тадашњег шефа Озне Александра Ранковића – Леке, који је био истовремено члан врховног штаба НОВЈ и секретар Централног комитета KП, као и његовог заменика Светислава Стефановића – Ћеће. У Хрватској је откривена Ранковићева депеша која потврђује намеру највишег руководства НОБ да се масовно стрељају сви „народни непријатељи”.
Наређења за стрељање “народних непријатеља” су се даље преносила по структурама Озне. За Србију је шеф Озне био Слободан Пенезић – Kрцун, а она се даље гранала на четири одсека. Шеф Првог одсека је био Миле Милатовић, другог Радован Грковић, трећег Слободан Kрстић – Учо и четвртог Светолик Лазаревић. Наређења су надаље ишла преко локалних команданта округа од којих је најважнији био Београд, на шта указује чињеница да је први београдски шеф Озне био сам Слободан Пенезић, који је истовремено био и шеф Озне за Србију. Он за свог наследника у Београду именује Милоша Минића, који је касније постао државни тужилац, па онда долази Вељко Мићуновић, који је убрзо отишао за шефа црногорске Озне. Њега је септембра 1945. наследио Јово Kапичић, који се недавно јавно хвалио како је убијао људе:
„Нисмо имали милости, били смо окрутни јер смо чистили смеће… То је тада било као да сам Бог. Није било прописа, а могли сте да судите и да одлучујете… Шта ја сада да се мирим са неким коме сам брата убио… Србија је већином била за четнике, не за партизане, то вам ја кажем. Србија је била везана за краља, династију, цркву, која је у души народа и интелектуалце какав је био Слободан Јовановић”, рекао је Kапичић за дневни лист “Блиц” 17. септембра 2009.
Према нацији у бази жртава највише је међу стрељанима и осуђеним на смрт страдало Срба (преко 15.048), Немаца (6.500), Мађара (око 4.500 Мађара) Албанаца (1.400), Хрвата (976) па затим непознате националности и осталих. Међутим, код умрлих у логорима, као последица тешких услова, болести или намерног нелечења у огромној већини претежу фолксдојчери (око 22.000) што их чини најбројнијом категоријом и у укупном збиру жртава (27. 654) па затим Срба (15.500) и Мађара око 7.000 и других. Изнети подаци говоре и о томе да унутар Југославије углавном није било националне мотивисаности репресије јер је страдао знатан број Срба, Хрвата, Словенаца, Црногораца, Мађара, Албанаца... Радило се пре свега о два јака фактора: ратној освети победника и идеолошким разлозима али никако националном реваншизму. Једини изузетак и пример колективног кажњавања етничке групе је немачка мањина која је осим из Војводине колективно кажњена и протерана са територије целе Источне Европе.
Структура убијених према друштвеној припадности можда најбоље осликава и статистички поткрепљује класну и политичку мотивисаност репресије. Пре свега мора се рећи да међу убијенима у бази је готово 90% цивила. Тај податак значајно ремети уобичајену слику о тзв. „четничко-партизанском обрачуну“ наметнутом у јавности. Узимајући у обзир укупну заступљеност одређених категорија у становништву види се да је у социјалном смислу на мети био имућнији, и образованији слој становништва. Међу ликвидираним већи је удео урбаног и варошког становништва ‚‚буржоазије’’ као и ‚‚кулака’’ на селу (кметова, председника општина, свештеника итд.) Подаци из базе Комисије говоре и да је међу страдалима доста лица испод 18 година (11%). Фрапантна је чињеница, без обзира на то што је то већим делом последица логорисања, да збир страдалих жена (око 17.000 - што је око 30%), деце (4.600) и стараца (8.600) досеже број од око 30.000 жртава што је готово 54% свих страдалих од од снага НОВЈ после 12. септембра 1944. (Изнети статистички подаци се односе на период док је база још била попуњавана, и сада би били нешто другачији, с обзиром да је у међувремену унето још података, али добро илуструју чињенице).

### Страдања у Војводини
Да би се утврдила истина о страдалим цивилима у Војводини, 2011. године формирана је међудржавна академска комисија (званичан назив Међуакадемијска комисија САНУ и МАН за утврђивање цивилних жртава у Војводини током и после Другог светског рата), која је путем интернета ставила на јавни увид базу података жртава. База тренутно садржи податке 86.469 људи са територије Војводине (име, занимање, датум рођења и смрти, начин и околности као и место погибије) а односи се на све особе – без обзира на националност и веру – нестале од избијања рата 1941. године, односно нестале након 12. септембра 1944. током репресије без обзира од кога су страдали. По резултату те комисије, број особа које је страдао активностима победничке стране је износио око 30.000 особа.

### Немци
Немачко становништво чини највећи проценат страдалих. Немачко становништво је проглашено колективно кривим за сарадњу са немачким окупатором и одређено је за присилан рад и протеривање из Југославије и конфискацију имовине, осим Немаца који су сарађивали са партизанима. Због тога су затварани у логоре у Вршцу, Сремској Митровици, Гакову, Книћанину, Бачком Јарку, Крушчићу и Молину. Већина страдалих су били цивили који су умрли од лоших услова и тешког рада у логорима. Висока смртност међу логорисаним Немцима у Војводини забележена је нарочито 1945. и 1946.
Крајем 1944. и почетком 1945. између 10.000 и 12.000 Немаца из Војводине послато је на принудни рад у Совјетски Савез, од којих је према совјетским изворима умрло око 2000.

### Срби
Друго место по броју страдалих чине лице српске народности (14.567 према подацима из 2014). Око половине страдалих су припадници или симпатизери Михаиловићевих четника. На Михаиловићеве четнике су се односиле амнестије са краја 1944. и 1945. па је тако број амнестираних четника са територије данашње Србије (10-15.000 особа) близак броју страдалих. У време од говора краља Петра на ББЦ-ју који је позвао четнике и домобране да се придруже партизанима па до пред крај рата четници (заједно са недићевцима који су се ставили под Михаиловићеву команду) су тако страдали приликом повлачења кроз Санџак заједно са Немцима (при чему су их осим партизана нападали и амерички и британски авиони јер су ишли истим путем као и Немци), а затим у борбама у источној Босни и покушају повратка у Србију, мањи део је страдао у окршајима са усташама у Босни, затим део их је стрељан као ратни заробљеници, као одметници после рата, део је преминуо од рана и тифуса, док су неки истакнути команданти после рата осуђени на смрт за колаборацију и ратне злочине.
Са територије данашњег Београда без Земуна и приградских општина је до 2014. пописано 1852 страдале особе. У списку за Београд налазе се имена неколико десетина особа која никада нису живела или страдала у Београду, као што су четници из централне Србије, Косова, Црне Горе, Босне и Херцеговине и Македоније, усташе из Босне и Херцеговине, балисти са Косова и из Македоније. Ипак, чак и према онима који оспоравају налазе комисије нема сумње да је број страдалих Београђана сигурно већи од 2000. Мање од половине (45,6%) ликвидираних у списку за Београд су чинили људи који су у списковима означени као четници, недићевци и љотићевци. Међу страдалима су и бивши министри и чиновници Недићеве владе и особе које су носиоци окупаторске пропаганде (нпр. Момчило Јанковић, Светислав Стефановић).

### Мађари
Становништво мађарске народности је треће по броју страдалих после ослобођења. Према подацима Државне комисије из 2014. евидентирано је 6.112 лица (уз 300 потенцијалних дуплираних имена, од којих се за 589 лица тврди да су нестала (могуће избегла у Мађарску), 279 страдалих у логору. За разлику од Баната, у Бачкој се приступило драстичном кажњавању припадника мађарске националне мањине, посебно оних за које се дознало, често и на основу изјава сведока, да су узимали директног или индиректног учешћа у јануарској рацији 1942. и у страдању српског становништва априла 1941. Под посебан репресивни удар дошли су припадници Партије стреластог крста, носиоци окупационе власти, вођство ДМКСЗ (Културног савеза Мађара Јужних крајева) која је такође проглашена за фашистичку организацију, али и други за које се сматрало да потпадају под категорију сарадника окупатора. Највећи број страдалих припадника мађарске народности после ослобођења Војводине забележен је у местима у којима су мађарска војска и локални Мађари током окупације учествовали у масовним злочинима над српским, јеврејским и ромским становништвом. Највећи број страдалих Мађара забележен је у шајкашким местима Жабљу, Чуругу и Мошорину, која су била захваћена рацијом из јануара 1942.
Став према Мађарима почео је да се мења од новембра 1944. Војна управа за Банат, Бачку и Барању је упозорила да су у неким случајевима, нарочито у Бачкој, учињене грешке и да је блажи био поступак над Немцима него Мађарима. У свом упутству се истиче да је у логоре требало да се шаљу само они Мађари који су извршили или подстрекивали злочине над словенским становништвом, а да се из логора пусте Мађари који нису потпадали под категорију ратних злочинаца. Ова упутства нису у свим местима примљена са одобравањем, нарочито у Шајкашкој. Део становништва Чуруга и Мошорина је током јануара и фебруара 1945. захтевао да се из ових места раселе сви Немци и Мађари јер је по њима заједнички суживот немогућ после догађаја из времена окупације. Готово целокупно мађарско становништво Шајкашке је протерано и у највећем броју логорисано у логорима у Бачком Јарку, Гајдобри и Букину. Део је упућен у Срем као радна снага у припремама партизана за пробој Сремског фронта и поправку пруге Београд-Загреб. Особе логорисане у Бачком Јарку су коришћене као радна снага за пољопривредне радове. По књизи умрлих од јануара до маја 1945. услед лоших услова у логору (малтретирања, глади и болести) умрло је 66 одраслих особа и 55 деце од старости од једног месеца до 18 година.
Ипак, мађарско становништво је примано у партизанске редове. У време ових догађаја од мађарског становништва из околине Бачке Тополе и Сомбора формирана је 15. војвођанска ударна бригада „Шандор Петефи”. У завршним операцијама за ослобођење Југославије учествовало је око десет хиљада војвођанских Мађара.